# Nowo-Bobruisk
Nowo-Bobruisk (russisch Ново-Бобруйск, deutsch Ilmsdorf) ist ein Ort in der russischen Oblast Kaliningrad. Er liegt im Rajon Prawdinsk und gehört zur kommunalen Selbstverwaltungseinheit Stadtkreis Prawdinsk.

## Geografische Lage
Nowo-Bobruisk am Zusammenfluss von Borodinka (dt. Ilme) und Putilowka (dt. Aschwöne od. Swine) liegt im Norden des Rajon Prawdinsk unweit der Grenze zum Rajon Gwardeisk, was in etwa der Lage vor 1945 im allerdings äußersten Nordwesten des Landkreises Gerdauen an der Grenze zum Landkreis Wehlau entspricht. 

## Verkehr
Durch den Ort verläuft die Regionalstraße 27A-027 (ex R 508) im Streckenabschnitt zwischen Snamensk (14 km) und Osjorsk (59 km). Die Kommunalstraße 27K-132 führt in westliche Richtung nach Druschba.
Die nächste Bahnstation ist Snamensk an der Bahnstrecke Kaliningrad–Nesterow, über die auch das russische Kernland erreicht werden kann.

## Geschichte
Im Jahre 1874 war der ehedem Ilmsdorf (1601 Elmszdorff, 1782 Illimsdorf) genannte Ort eine der zwanzig kommunalen Einheiten, die zum neugebildeten Amtsbezirk Muldszen (1936–1938 Muldschen, 1938–1946 Mulden) gehörten. Er lag bis 1945 im Landkreis Gerdauen innerhalb des Regierungsbezirk Königsberg der preußischen Provinz Ostpreußen.
Im Jahre 1910 lebten in Ilmsdorf 309 Menschen. Ihre Zahl stieg bis 1933 auf 348 und betrug 1939 noch 323.
Infolge des Zweiten Weltkrieges kam der Ort Ilmsdorf zur Sowjetunion und erhielt 1947 nach der Herkunft der Neusiedler den russischen Namen Nowo-Bobruisk. Gleichzeitig wurde der Ort Sitz eines Dorfsowjets im Rajon Schelesnodoroschny. Nach der Auflösung dieses Rajons im Jahr 1962 kam der Ort in den Rajon Prawdinsk. Im Jahr 2001 wurde der Ort in den Dorfbezirk Mosyrski selski okrug eingegliedert. Von 2004 bis 2015 gehörte der Ort zur Landgemeinde Mosyrskoje selskoje posselenije und seither zum Stadtkreis Prawdinsk. 

### Nowo-Bobruiski selski Sowet/okrug 1947–2001
Der Dorfsowjet Nowo-Bobruiski selski Sowet (ru. Ново-Бобруйский сельский Совет) wurde im Juni 1947 zunächst im Rajon Prawdinsk eingerichtet. Im Juli 1947 wurde er dann in den neu gebildeten Rajon Schelesnodoroschny eingeordnet. Nach der Auflösung dieses Rajons Ende 1962 gelangte der Dorfsowjet (wieder) in den Rajon Prawdinsk. Nach dem Zerfall der Sowjetunion bestand die Verwaltungseinheit als Dorfbezirk Nowo-Bobruiski selski okrug (ru. Ново-Бобруйский сельский округ). Im Jahr 2001 wurde der Dorfbezirk an den Mosyrski selski okrug angeschlossen.
| Ortsname                      | Name bis 1947/50                                 | Bemerkungen |
| ----------------------------- | ------------------------------------------------ | --- |
| Bely Jar                      | Eiserwagen                                       | Der Ort wurde 1947 umbenannt und vor 1988 dem Dorfsowjet Druschbinski angeschlossen. |
| Bystrjanka (Быстрянка)        | Budwischken, 1938–1945 Oberndorf                 | Der Ort wurde 1947 umbenannt und später aufgegeben; heute wird mit der Ortsbezeichnung Bystrjanka die etwa drei Kilometer östlich gelegene Siedlung Mulden bezeichnet. Der ursprgl. Ort Budwischken ist jetzt eine Wüstung und gehört administrativ zur Siedlung Linjowo. |
| Dalneje (Дальнее)             | Glashütte                                        | Der Ort wurde 1950 umbenannt und vor 1975 verlassen. |
| Dawydowo (Давыдово)           | Friederikenruh                                   | Der Ort wurde 1950 umbenannt und vor 1975 verlassen. |
| Gratschowo (Грачёво)          | Neusaß I und Neusaß II (bis 1928: Neusasserei)   | Der Ort wurde 1950 umbenannt und vor 1975 verlassen. |
| Kostino (Костино)             | Hohen Damerau                                    | Der Ort wurde 1950 umbenannt und vor 1975 verlassen. |
| Lemechowo (Лемехово)          | Escherwalde und Lehmhöfel                        | Der Ort wurde 1950 umbenannt und vor 1975 verlassen. |
| Linjowo (Линёво)              | Schönlinde                                       | Der Ort wurde 1947 umbenannt. |
| Narwskoje (Нарвское)          | Berszlack, 1938–1945 Bärslack                    | Der Ort wurde 1950 umbenannt und vor 1975 verlassen. |
| Nowo-Bobruisk (Ново-Бобруйск) | Ilmsdorf                                         | Verwaltungssitz |
| Ochotnitschje (Охотничье)     | Klein Ilmsdorf                                   | Der Ort wurde 1950 umbenannt. |
| Olenjowo (Оленёво)            | Muskau                                           | Der Ort wurde 1950 umbenannt und vor 1975 verlassen. |
| Perewalowo (Перевалово)       | Muldszen, 1936–1938: Muldschen, 1938–1945 Mulden | Der Ort wurde 1947 umbenannt. |
| Poltawskoje (Полтавское)      | bei Muldszen                                     | Der Ort wurde 1950 umbenannt und vor 1975 verlassen. |
| Potapowo (Потапово)           | Potawern                                         | Der Ort wurde 1950 umbenannt und vor 1975 verlassen. |
| Rodina (Родина)               | Nagurren, 1938–1945 Freudenfeld                  | Der Ort wurde 1950 umbenannt und vor 1975 an den Ort Nowo-Bobruisk angeschlossen. |
| Schelesnowo (Железново)       | Rosenthal                                        | Der Ort wurde 1950 umbenannt und vor 1975 verlassen. |
| Schtscherbinino (Щербинино)   | Schönrade                                        | Der Ort wurde 1947 umbenannt. |
| Tscherepanowo (Черепаново)    | Reichau                                          | Der Ort wurde 1950 umbenannt. |

Der 1950 umbenannte Ort Tichoje (Kiehlendorf). der laut Erlass ebenfalls dem Nowo-Bobruiski selski Sowet zugeordnet wurde, gehörte vor Ort vermutlich von Anfang an zum Mosyrski selski Sowet. Ähnlich verhält es sich wahrscheinlich mit dem Ort Beresowka (Schneiderin), der vor Ort vermutlich von Anfang an dem Wischnjowski selski Sowet zugeordnet wurde. Der ebenfalls 1950 umbenannte Ort Malachowo (Ziegelhöfchen) wurde später (vor 1975) ebenfalls dem Wischnjowski selski Sowet zugeordnet.

## Kirche
Ilmsdorf war bis 1945 mit seiner überwiegend evangelischen Einwohnerschaft in das Kirchspiel Muldszen (1936–1938 Muldschen, 1938–1945 Mulden) eingepfarrt und gehörte zum Kirchenkreis Gerdauen (russisch: Schelesnodoroschny) innerhalb der Kirchenprovinz Ostpreußen der Kirche der Altpreußischen Union.
Heute liegt Nowo-Bobruisk im Einzugsbereich der in den 1990er Jahren neugegründeten Stadtgemeinde Tschernjachowsk, die der ebenfalls neugebildeten Propstei Kaliningrad der Evangelisch-Lutherischen Kirche Europäisches Russland angegliedert ist.

## Schule
In Ilmsdorf gab es vor 1945 eine einklassige Volksschule, die in ihrer Gründung auf 1738/39 zurückging. Der letzte deutsche Lehrer war Walter Kowalewski.